# روي غيست
روي غيست (بالإنجليزية: Roy Guest)‏ هو مغني بريطاني، ولد في 13 مارس 1934، وتوفي في 23 سبتمبر 1996.